# غزه در بحران
غزه در بحران: تأملاتی در مورد جنگ اسرائیل علیه فلسطینی‌ها، مجموعه‌ای از مصاحبه‌ها و مقالات نوام چامسکی و ایلان پاپه سال ۲۰۱۰ است که به بررسی عملیات سرب گداخته اسرائیل می‌پردازد. این کتاب توسط فرانک بارات ویرایش شده، که نخستین مصاحبهٔ ایمیلی خود در این زمینه با چامسکی را در سال ۲۰۰۵ انجام داده‌است.
این اثر توسط محسن عسکری به فارسی برگردانده‌شده و توسط انتشارات ثالث در ایران به چاپ رسیده‌است.

## فهرست

### مقدمه
بارات در مقدمه‌ای که خود در ژوئیه ۲۰۱۰ در لندن برکتاب نوشته‌است، به‌طور مختصر خاستگاه ایدهٔ کتاب را توضیح می‌دهد و تصمیم خود را در مورد به‌دست‌دادن ترکیبی از مصاحبه و گفت‌وگو، بررسی نظرات تحقیق‌شده به روشی در دسترس و همچنین مقاله و تجزیه و تحلیل عمیق، به منظور ارائه پاسخ به پرسش اینکه «چرا «این درگیری» اینقدر طول کشیده‌است، چه کسی می‌تواند آن را متوقف کند و چگونه؟» توضیح می‌دهد.

### سرنوشت فلسطین: مصاحبه با نوام چامسکی
در این مصاحبه، که توسط فرانک بارات در سال ۲۰۰۷ انجام شد، چامسکی نتایج احتمالی وضعیت فلسطین، استفاده از تحریم و بایکوت و نقش مهمی که ایالات‌متحده در حمایت از اسرائیل دارد را برجسته می‌کند. او سخنانش را با تشریح اقدامات تنبیهی اسرائیل علیه فلسطینیان و حمایت ایالات‌متحده از این اقدامات پس از انتخابات دموکراتیک حماس در ژانویه ۲۰۰۶، که به گفتهٔ خودش ممکن است منجر به مرگ ملت شود، شروع می‌کند. علیرغم ترجیح شخصی وی برای راه حل یک کشور که توسط ادوارد سعید پیشنهاد شده، نویسنده ادعا می‌کند که عملی‌ترین راه حل برای این سناریو، راه حل دوکشور است که توسط جامعه بین‌المللی (به استثنای اسرائیل و ایالات‌متحده) پشتیبانی می‌شود. نویسنده نتیجه می‌گیرد که اکثریت قریب به اتفاق شهروندان آمریکایی از راه حل دو دولت و پایان سطح بی‌سابقهٔ کمک‌های ایالات متحده به اسرائیل حمایت می‌کنند و می‌توانند با آموزش و سازماندهی لازم، به نیرویی قدرتمند برای برقراری صلح تبدیل شوند.

### گوشه‌هایی از تاریخ: مداخلات ایالات‌متحده در مسئله فلسطین
در این مقاله در سال ۲۰۰۷، که در ابتدا در نشریهٔ ریس اند کلس منتشر شد، پاپه بر پنج گروه متمایز از تاریخ و چگونگی تأثیر آنها بر سیاست ایالات‌متحده در مورد فلسطین تمرکز می‌کند. ۱. مبلغین انجیلی ویلیام یوجین بلکستون و سیروس اسکوفیلد که صهیونیسم مسیحی را رواج دادند و بر سیاست حزب جمهوری‌خواه به نفع اسرائیل تأثیر می‌گذارد. ۲. کمیسیون کینگ کرین به رهبری دانشگاهیانی مثل هنری چرچیل کینگ و چارلز کرین که یک جنبش مختصر تأثیرگذار بر مواجهه با اعراب در وزارت خارجه ایالات متحده را تبلیغ کردند. ۳. هرگونه مخالفت سیاسی با اسرائیل در ایالات متحده توسط فیورلو اچ لاگاردیا، سیاستمدار آمریکایی، پیشگام سیاست هویت، و روزنامه‌نگار کانادایی ایسایا الکنن، بنیانگذار گروه لابی کمیته روابط عمومی اسرائیل آمریکایی، تضعیف شد. ۴. کشف نفت در خاورمیانه توسط پنج شرکت نفتی آمریکایی، ملقب به پنج خواهر، منجر به پیوند نظامی-صنعتی با نفوذ در داخل حزب جمهوری‌خواه با موضع طرفدار اعراب شد، که این دیدگاه تا حد زیادی از سوی صهیونیست‌های مسیحی کنار گذاشته شد. ۵. مذاکرات صلح آمریکا با الهام از مکتب واقع‌گرای دانشگاهیان هانس مورگنتائو و کنت والتز، بدون درنظرگرفتن دیدگاه‌های فلسطینیان، همهٔ تلاش‌ها را به‌شکست محکوم کرده‌است. پاپه نتیجه می‌گیرد که محصول تعامل این گروه‌ها، لزوماً حمایت ایالات متحده از اسرائیل نیست و می‌تواند در آینده تغییر کند.

### وضعیت انکار: روز نکبت در تاریخ
در این مقاله، پاپه تلاش می‌کند تا نفی و پاکسازی جنایات اسرائیل در مهاجرت فلسطینیان در ۱۹۴۸ (در عربی به نام نکبت) از حافظه جمعی و اهمیت این نفی را مورد بررسی قرار دهد. به گفته نویسنده، این یک سیاست پاکسازی نژادی بوده، نه درگیری نظامی، که از سال ۱۹۴۷ تا ۱۹۵۴ بر اساس نقشه دالت که توسط هاگانا صادر شده بود، اجرا می‌شد و این امر از بدو تأسیس، بخشی جدایی ناپذیر از صهیونیسم بوده‌است. اواخر قرن ۱۹ در حالی که مقامات او با بیان این که اسرائیلی مدتهاست که این سیاست را در تلاش برای ساختن روایتی «قهرمانانه» برای دولت ملی نوپا رد می‌کنند، نتیجه می‌گیرد اخیراً این امر در معرض دید عموم مردم قرار گرفته و حتی مورد حمایت و پشتیبانی قرار گرفته‌است.

### غزه ۲۰۰۹: «تمام این درندگان را یکجا نابود کنید»
این مقاله در سال ۲۰۰۹ براساس سخنرانی چامسکی در دارنشگاه ام‌آی‌تی در ۱۹ ژانویه ۲۰۰۹ بازبینی‌شده‌است و ابتدا در  زد نت  و در اسپوکس من منتشر شد. در این مقاله چامسکی به بررسی جنگی که به تحریک آمریکا و اسرائیل در غزه به پا شد می‌پردازد، او از نظر اخلاقی این تحریک را فاسد توصیف می‌کند و کسی را مثال می‌زند که در خیابان بدون توجه به کشتن مورچه‌ها راه می‌رود و آن‌ها را بی‌اهمیت می‌دانند. به گفته نویسنده، این حمله به گونه ای طراحی شده‌است که باعث ایجاد وحشت نامتناسب و حداکثر تلفات غیرنظامی شود، نه این که از خود در برابر حملات موشکی غزه دفاع کند. وی ادامه می‌دهد که این تجاوز با سلاح و فناوری تهیه و پرداخت شده توسط دولت ایالات‌متحده انجام می‌شود، از جمله محموله‌ای که در جریان حمله اعلام شده بود که بخشی از طرح بی سابقهٔ کمک‌های نظامی بود که در دولت اوباما افزایش یافت. نویسنده ادعا می‌کند که این حمله منجر به‌افزایش حمایت از حماس و دیگر گروه‌های شبه‌نظامی اسلام‌گرا در سراسر جهان و منطقه شده‌است. نویسنده معتقد است با نظر به نقض قانون‌های خاصی مانند استفاده از پوسته‌های فسفر سفید ساخت آمریکا در حمله به بیمارستان قدس و ترکیبات اونروا، کل عملیات با هدف از بین‌بردن تمام وسایل زندگی ازجمله کشاورزی، شیلات، صنعت و دانشگاه بوده و خود جنایت جنگی بوده‌است. به گفته نویسنده، وقتی راه حل‌های بیشتری برای آنها باز است، از جمله پیشنهاد از سرگیری آتش‌بس که توسط اسرائیل نقض شده‌است، مقامات اسرائیلی حق استفاده از نیرو برای دفاع از خود در برابر حملات موشکی غزه را ندارند. نویسنده نتیجه می‌گیرد که مقامات اسرائیلی خواهان صلح هستند، اما مطابق با سیاست دیرینه‌ای که گسترش امنیت را در برمی‌گیرد، می‌خواهند این صلح را تا زمانی که لازم است به تأخیر بیندازند تا اطمینان حاصل‌شود که آنها می‌توانند حداکثر مقدار زمین را به‌کنترل خودشان دربیاورند، درنتیجه این حمله که برای از بین بردن مذاکرات دیپلماتیکی که حملات موشکی را تا حد زیادی کاهش داده بود محسوب می‌شود و علیه مردم اسرائیل و فلسطینیان جنایت بود.

### طرحی برای ایجاد جنبش تک دولتی: تاریخ پر فراز و نشیب
در این مقاله اصلی، پاپه به دنبال بررسی تاریخ و مسیر آینده راه حل یک دولتی است. این ایده ابتدا توسط وطن‌گزینان یهودی انسان‌گرا، مانند یهودا مگنس ارائه شد، که توسط رهبران اسرائیل به آن پشت شد. این موضع توسط کشورهای غیرمتعهد به عنوان گزارش اقلیت به  یوان‌اس‌سی‌اوپی  مطرح شد. اما به دلیل فشارهای واشینگتن و مسکو از دست رفت. سازمان آزادیبخش فلسطین بعداً با حمایت اتحادیه عرب و ماتسپن این کار را انجام داد، اما سرانجام تسلیم فشارهای خارجی شد. صهیونیسم پراگماتیک مدتهاست که از راه حل دو دولتی و پیش از آن از گزینه اردنحمایت می‌کند، زیرا به آن‌ها اجازه می‌دهد در عین تداوم سیاست پاکسازی نژادی، نقش صلح‌طلب را در صحنه بین‌المللی ایفا کنند. آرمان گرایانی که راه حل یک دولت را به عنوان تنها گزینه قابل اجرا زنده نگه داشته‌اند، اخیراً به کسانی ملحق شده‌اند که از شکست‌های مکرر گزینه بدیل ناامید شده‌اند و از واقعیت‌های موجود آگاه هستند. در حال حاضر وظیفه این اتحاد ناپایدار ارائه تاریخ واقعی و واقعیت کنونی درگیری و همچنین یافتن پاسخ برای ملاحظات کاربردی‌تر در وضعیتی است که در انتظار فروپاشی نهایی راه حل دو دولت هستند می‌باشد.

### محصور کردن مردم فلسطین: گفت و گو با ایلان پاپه و نوام چامسکی
در این گفت و گو که پس از حمله به ناوگان غزه در سال ۲۰۱۰ تکمیل شد، پاپه و چامسکی در مورد مناقشه اسرائیل و فلسطین با فرانک بارات بحث کردند. شرکت‌کنندگان ابتدا با اشاره به تغییر اخیر نگرش‌های بین‌المللی نسبت به اسرائیل به دلیل موضع تهاجمی و خودداری از پذیرش انتقادات از سوی مقامات این کشور، شروع می‌کنند. شرکت‌کنندگان بر این باورند که با وجود موضع طرفداری از اسرائیل از سوی دولت اوباما در آن زمان، حمایت بی‌دریغ دولت آمریکا از اسرائیل در آینده می‌تواند تغییر کند. پاپه از ایدهٔ تحریم‌های بین‌المللی برای پیشبرد این امر حمایت می‌کند در حالی که چامسکی در مورد احتمال موفقیت آن‌ها بیشتر محتاط است. از نظر هردو علیه انتفاضه احتمالی سومبعید به نظر می‌رسد که موفقیت‌آمیز و برای این اهداف مؤثر باشد. شرکت کنندگان در پایان حمله ۳۱ سپتامبر ۲۰۱۰ غزه به عنوان یک اقدام جنایتکارانه خشونت‌آمیز برای محافظت از محاصره جنایی را محکوم می‌کنند و پاپه در ادامه اشاره می‌کند که چگونه این واقعه و واکنش بعدی اسرائیلی موضع تجاوزکارانه قبلی و امتناع از پذیرش انتقاد توسط مقامات کشور، که مانعی پایدار برای صلح هستند را تأیید می‌کند.

### قتلگاه غزه، ۲۰۰۴–۲۰۰۹
در این مقاله، پاپه توضیح می‌دهد که چگونه نوار غزه، این دروازه سابق، که کمتر از ۲ درصد از فلسطین را شامل می‌شود، از سال ۱۹۴۸ به یک اردوگاه پناهندگان با جمعیت انفجاری و کاملاً منزوی تبدیل شده‌است. مقامات اسرائیلی با تجزیه کرانه‌باختری به بانتوستان، به صورت صلح‌آمیز انتفاضه دوم را پایان دادند و متعاقباً توجه خود را به حزب‌الله لبنان و حماس در غزه معطوف کردند. یک شهر ۴۵ میلیونی ساختگی عربی در صحرای نقب در سال ۲۰۰۴ ساخته شد و به عنوان زمین آزمایش حمله پیشنهادی مورد استفاده قرار گرفت. حماس به محاصره اقتصادی اسرائیل و تحریکات دیگر با حملات موشکی به سدروت و دیگر شهرهای مجاور پاسخ داد و بهانه‌ای برای مقامات اسرائیلی برای استفاده از زور در عملیات باران اول به ارمغان آورد. سرخوردگی از جنگ شکست خورده لبنان در سال ۲۰۰۶، فقدان استراتژی سیاسی برای مقابله با غزه و بهانه‌ای که حماس به‌واسطهٔ اسارت گروهبان نیروی دفاعی اسرائیل، گیلاد شلیت داد منجر به تشدید این حملات به‌واسطهٔ عملیات باران تابستانی و عملیات ابرهای پاییزی شد. همچنین توپاخنهٔ نیروهای زمینی را در نوار مستقر کرد. این سیاست جنگ نامتقارن در محیط شهری به دکترین ضاحیه تبدیل شد و منجر به عملیات سرب ریخته‌گری شد که توسط برخی مفسران به عنوان نسل‌کشی توصیف شد.

### صلح خاورمیانه، صلحی که ممکن است اتفاق بیفتد اما نخواهد افتاد
در این گزیدهٔ تصحیح شده از مطلب امیدها و چشم‌اندازها، که اولین بار توسط تام‌دیسپچ منتشر شد، چامسکی آخرین تأملات خوددرخصوص روند صلح را ارائه می‌دهد.

## دریافت

### بررسی‌ها
هفته‌نامهٔ پابلیشر ویکلی این کتاب را «مجموعه‌ای کوتاه و چشم‌نواز از مصاحبه‌ها و مقالات اخیر» توصیف کرده و بیان می‌کند اگرچه «بسیاری از مطالبی که در اینجا جمع‌آوری شده‌است قبل از حمله نظامی اخیر اسرائیل به ناوگان بین‌المللی کمک‌های بشردوستانه تحریم شکن غزه است، این امر زمینه‌ای اساسی بحران را فراهم می‌کند». «پاپه پیشینهٔ تاریخی حیاتی و غیرمنتظره‌ای را اضافه می‌کند» به «مواضع ثابت چامسکی در مورد همه چیز از ریشه درگیری اسرائیل و فلسطین گرفته تا مسئله حل و فصل یک دولت در مقابل دو دولت». اگرچه آن‌ها «در همه موارد کاملاً هماهنگ نیستند، اما نقطه مبانی بحران - و مقیاس آن از لحاظ انسانی، اخلاقی و سیاسی - بین آنها روشن و به وضوح بیان شده‌است.» نتیجه‌گیری می‌گوید: «این تجزیه و تحلیل هوشمندانه و بی پایان، «باید توسط هر کسی که نگران تغییر عملی طولانی مدت در منطقه است، خوانده و مورد توجه واقع شود.»
استیون پول، منتقد روزنامه گاردین می‌گوید: «آخرین خس خس دولت اوباما، رشوه دادن به اسرائیل برای توقف ساخت و ساز شهرک‌ها به مدت سه ماه با دادن هواپیماهای جنگی، به نظر می‌رسد بدبینی مقاله چامسکی در اینجا راجع به صلح احتمالی توجیه می‌کند (اما نمی‌خواهد) و ادامه می‌دهد، هر دو نویسنده ساختار شفاف دقیق شعارهای رسمی را انجام می‌دهند، هرچند نقدهای آنها کاملاً رساست، بدون شک اجتناب ناپذیر است.» او می‌گوید، چامسکی از اقتدار منابع منتخب خود (نفوذ و برجستگی) استفاده می‌کند، اگرچه او همچنین عقایدی را مطرح می‌کند که ممکن است برخی از منتقدانش را شگفت زده کند - در برابر تحریم‌های دانشگاهی و به‌نفع به رسمیت شناختن اسرائیل توسط حماس، در حالی که پاپه پاسخ می‌دهد: صلح بین دشمنان برقرار می‌شود نه دوستداران. او اظهارات پاپه را که ادعا می‌کند در پی حادثه ۱۱ سپتامبر ایالات‌متحده یک جنگ تمام عیار علیه اسلام آغاز کرد رد می‌کند و نتیجه می‌گیرد که «بوش ممکن است مزاحم باشد، اما من به یاد ندارم که او مالدیو را بمباران کرده باشد.»

### مصاحبه‌ها
- گفتگو با نوام چامسکی توسط فرانک بارات (فیلمبرداری شده در MIT، کمبریج در ۲ سپتامبر ۲۰۱۰)
- بازنگری درگیری اسرائیل/فلسطین: مصاحبه با ایلان پاپ توسط فرانک بارات (فیلمبرداری شده در لندن در ۶ مارس ۲۰۱۱)

### چکیده کتاب
- محله یهودی نشین شدن فلسطین: گفت و گو با ایلان پاپه و نوام چامسکی نوشته فرانک بارات (برگرفته از کتاب، در وبسایت scribd.com)
- خیانت غزه، اثر نوآم چامسکی (برگرفته از کتاب در مجله نیو استیتمن)
- نقشه ای برای جنبش یک دولت خواهی توسط ایلان پاپه (برگرفته از کتاب در وبسایت true-out.org)